# Utu-Khegal van Uruk
Utu-ḫeg̃al (In Engelse transcriptie Utu-Khengal of Utu-Kheg̃al. In Nederlandse transciptie Oetoechengal) was een van de eerste autochtone koningen van Sumer na eeuwen van Akkadische en Gutische overheersing. De gebruikelijke theorie is dat hij een gouverneur van Uruk was, die in opstand kwam tegen de Guti gedurende de 22e eeuw v.Chr. Nadat hij de Guti had verslagen met hulp van andere steden, vestigde Utu-Khegal zich als koning van Sumer. Hij bleek echter niet in staat de macht te behouden, aangezien na zeven jaar bewind Ur-Nammu, de gouverneur van Ur, koning werd.

## Referentie
- Middle East & Africa to 1875. Sanderson Beck (1998-2004). Geraadpleegd op 19 november 2006.